# Thibaudia axillaris
Thibaudia axillaris är en ljungväxtart som beskrevs av Henry Hurd Rusby. Thibaudia axillaris ingår i släktet Thibaudia och familjen ljungväxter. Inga underarter finns listade i Catalogue of Life.